# Powiat Vulkaneifel
Powiat Vulkaneifel (niem. Landkreis Vulkaneifel) – powiat w niemieckim kraju związkowym Nadrenia-Palatynat. Siedzibą powiatu jest miasto Daun. Do 31 grudnia 2006 powiat nazywał się powiat Daun (Landkreis Daun). 

## Podział administracyjny
Powiat Vulkaneifel składa się z:
- trzech gmin związkowych (Verbandsgemeinde)

Gminy związkowe:
| Lp. | Nazwa gminy związkowej | Ludność (31 grudnia 2018) | Powierzchnia km² | Liczba gmin |
| --- | ---------------------- | ------------------------- | ---------------- | ----------- |
| 1   | Daun                   | 22.664                    | 315,92           | 38          |
| 2   | Gerolstein             | 30.786                    | 455,15           | 38          |
| 3   | Kelberg                | 7.153                     | 139,95           | 33          |

## Sąsiadujące powiaty
- Eifelkreis Bitburg-Prüm
- powiat Bernkastel-Wittlich
- powiat Cochem-Zell
- powiat Mayen-Koblenz
- powiat Ahrweiler